# Bairdoppilata dorsoangulata
Bairdoppilata dorsoangulata is een mosselkreeftjessoort uit de familie van de Bairdiidae. De wetenschappelijke naam van de soort is voor het eerst geldig gepubliceerd in 2002 door Coimbra & Carreno.